# 路易丝·弗雷歇特

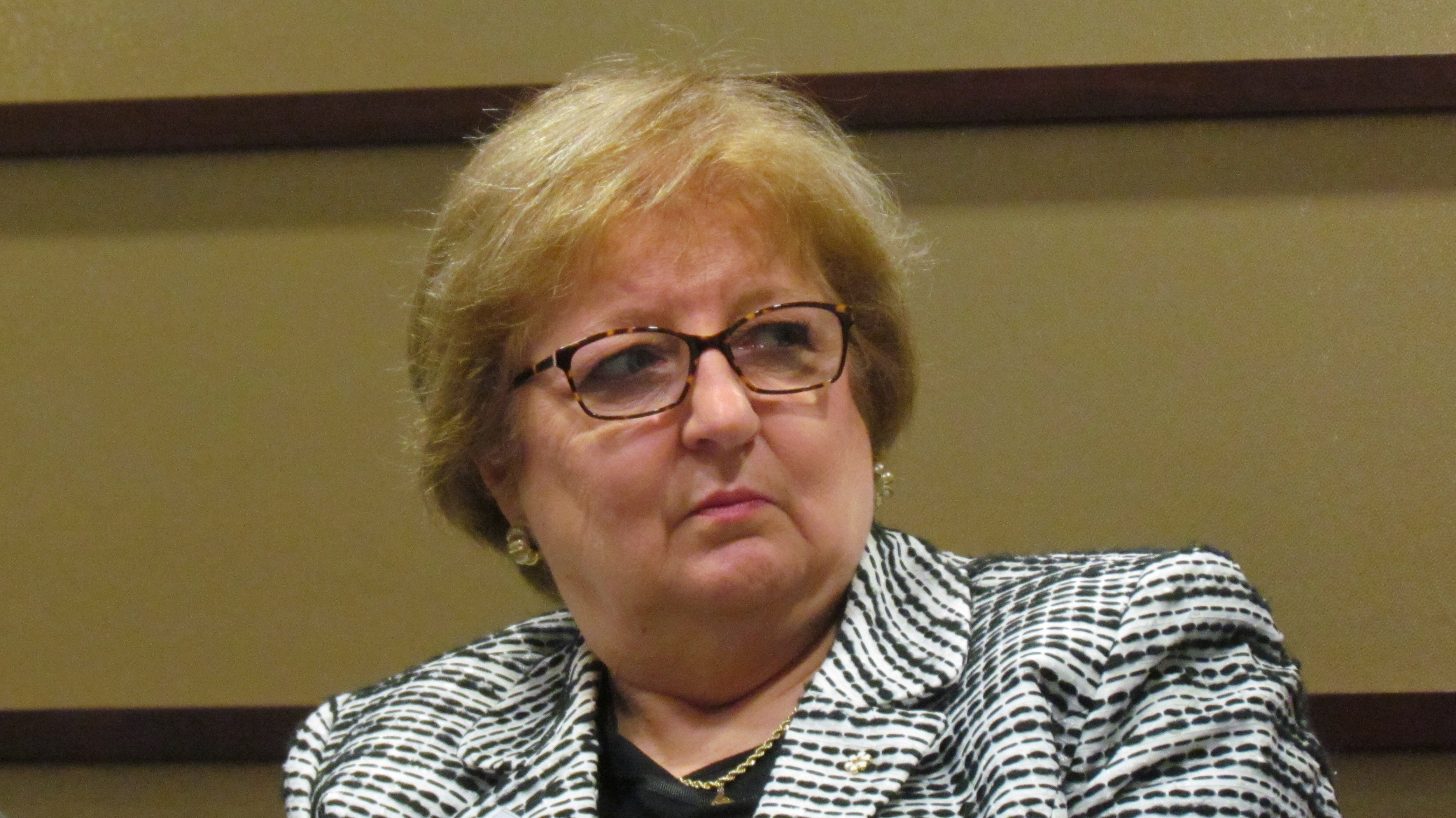
于1999年任联合国常务副秘书长时的路易丝·弗雷歇特

路易丝·弗雷歇特（法語：Louise Fréchette，1946年7月16日—）出生于加拿大蒙特利尔，职业外交家。她曾于1966年获“巴齐尔·莫罗学院”文学士学位；1970年，获“蒙特利尔大学”历史系文学士学位；1978年，获比利时“布鲁日欧洲学院”经济学研究生文凭；1993年，获哈利法克斯的“圣玛利大学”荣誉法学博士学位。自1998年3月2日起，弗雷歇特成为第一任联合国常务副秘书长，2006年3月31日任期结束。

## 外交界打拼
1971年3月弗雷歇特进入加拿大外交部，最初是在外交部的西欧司工作；一年后，转调人事司。1972年，她曾在加拿大出席联合国大会代表团的工作，后来从1973年至1975年，弗雷歇特一直担任加拿大驻雅典大使馆二等秘书；1975年回到加拿大后，继续在外交部的西欧司工作；1979年出任加拿大政府常驻联合国日内瓦办事处代表团一等秘书。在这一期间，弗雷歇特从1980年11月至1981年7月，曾在马德里出席第一届欧洲安全和合作会(欧安会)。
1982年弗雷歇特再次奉调回国，后历任加拿大外交部欧洲事务司副司长、贸易政策司副司长，加拿大外交部“欧洲首脑会议国家司”司长；并于1985年6月至1988年9月出任加拿大驻阿根廷大使，同时兼任驻乌拉圭和巴拉圭的大使。1988年10月，弗雷歇特被任命为加拿大“外交和国际贸易部”负责拉丁美洲和加勒比地区的助理副部长。1991年1月，她转任负责经济政策和贸易竞争力助理副部长。
1992年1月起，弗雷歇特出任加拿大驻联合国大使和常驻代表。1994年11月又返回国内，出任加拿大财政部协理副部长；1995年6月转任加拿大国防部副部长。

## 首任常务副秘书长
经联合国第七任秘书长科菲·安南的任命，路易丝·弗雷歇特自1998年3月2日出任新设立的联合国常务副秘书长一职。
在联合国任职的近8年时间里，弗雷歇特主要担任幕后监管的角色，负责对联合国的主要项目进行监督和管理。2005年年初，以前美国联邦储备局主席保罗·沃尔克（Paul Volcker）为代表的人士，曾指责弗雷歇特在处理伊拉克“石油换食品计划”过程中表现出缺乏管理手段，对其中的腐败行为监管不力。原本，弗雷歇特的任期因该是在2006年年末，随秘书长的任期一同结束；但是弗雷歇特宣布提前离职。尽管联合国发言人没有说明辞职的真正原因；但外界普遍猜测，英当和早先所受到的批评有关。但是，弗雷歇特直到2006年的3月31日才正式离职。 

## 离任之后
在离开联合国之后，弗雷歇特回到了加拿大；并在加拿大滑铁卢市的“国际良政创新中心”出任高级学者；领导一个为期两年的研究项目，项目课题是关于“核能使用的加剧所引发的政治和经济问题”。
路易丝·弗雷歇特至今未婚。